# E・ジーン・キャロル
エリザベス・ジーン・キャロル（Elizabeth Jean Carroll、1943年12月12日 - ）は、アメリカのジャーナリスト、作家、人生相談コラムニスト。

## 概要
1993年から2019年まで『ELLE』誌に掲載されたキャロルの「Ask E. Jean」コラムは、アメリカの出版業界で最も長く続いている人生相談コラムの一つだった。2019年の著書『What Do We Need Men For?: A Modest Proposal』で、キャロルはCBSのCEOレスリー・ムーンベスとドナルド・トランプが1990年代半ばに彼女を性的暴行したと告発した。ムーンベスとトランプは両者ともその告発を否定した。
2023年5月9日、ニューヨーク州の連邦地裁の陪審はトランプによる性的暴行と名誉毀損を認め、500万ドルの支払いを命じる評決を下した。陪審は性的暴行はあったとしたが、強姦についてはトランプの責任を認めなかった。トランプは判決を不服として控訴した。2024年12月30日、連邦控訴裁判所は地裁判決を支持しトランプ側の控訴を棄却した。
また、2024年1月26日、ニューヨーク州の連邦地裁の陪審は性的暴行を否定し、名誉を毀損したとしてトランプに対しさらに追加で計8330万ドルの支払いを命じる評決を下した。